# Cathrine Kraayeveld
Cathrine Helene Kraayeveld (Bellevue, 30 settembre 1981) è un'ex cestista statunitense, professionista nella WNBA.

## Carriera
È stata selezionata dalle San Antonio Silver Stars al terzo giro del Draft WNBA 2005 (27ª scelta assoluta).

## Palmarès
- Miglior rimbalzista NWBL (2006)